# Billboard Icon Award
Der Billboard Icon Award wurde 2011 im Rahmen der Verleihung der Billboard Music Awards ins Leben gerufen. Er ehrt langjährige Verdienste von Musikern. Der jeweilige Künstler tritt während der Awards live auf.

## Gewinner
| Jahr | Bild           | Sieger         | Songs | Ref.           |
| ---- | -------------- | -------------- | --- | -------------- |
| 2011 |                | Neil Diamond   | Sweet Caroline, America | [ 1 ]          |
| 2012 |                | Stevie Wonder  | Higher Ground, Overjoyed, Empire State of Mind, Join Our Love, Superstition                                                                         | [ 2 ]          |
| 2013 |                | Prince         | Let’s Go Crazy, Fixurlifeup | [ 3 ]          |
| 2014 |                | Jennifer Lopez | First Love | [ 4 ]          |
| 2015 | nicht vergeben | nicht vergeben | nicht vergeben | nicht vergeben |
| 2016 |                | Celine Dion    | The Show Must Go On | [ 5 ]          |
| 2017 |                | Cher           | Believe, If I Could Turn Back Time | [ 6 ]          |
| 2018 |                | Janet Jackson  | Nasty, If, Throb | [ 7 ]          |
| 2019 |                | Mariah Carey   | A No No, Always Be My Baby, Emotions, We Belong Together, Hero                                                                                      | [ 8 ]          |
| 2020 |                | Garth Brooks   | The Thunder Rolls, Callin' Baton Rouge, The River, Standing Outside the Fire, That Summer, Dive Bar, Friends in Low Places, The Dance               | [ 9 ]          |
| 2021 |                | Pink           | Cover Me in Sunshine, All I Know So Far, Get The Party Started, So What, Blow Me (One Last Kiss), Who Knew, Just Like a Pill, Just Give Me a Reason | [ 10 ]         |
| 2022 |                | Mary J. Blige  | Share My World, No More Drama, Love & Life, Stronger with Each Tear                                                                                 | [ 11 ]         |